# Nowawes
Nowawes est un village situé à l'est de Potsdam dans le Land de Brandebourg, en Allemagne, actuellement incorporé dans le quartier de Babelsberg.

## Histoire
Le village a été fondé par Frédéric II de Prusse en tant que colonie afin de procurer un logement aux tisserands et filateurs protestants qui étaient persécutés en Bohême. L'établissement de la colonie a été réalisé de 1751 à 1754.
Le roi désirait implanter une production locale de soie et ainsi de nombreux mûriers ont été plantés dans le village.